# Kew Gardens (Queens)
Pour les articles homonymes, voir Kew Gardens (homonymie).
Kew Gardens  est un quartier de la municipalité de New York, situé au cœur de l'arrondissement du Queens.
Le quartier est devenu célèbre en 1964 à la suite du meurtre de Kitty Genovese.

## Démographie
Composition ethno-raciale en 2010, :
- Blancs non hispaniques (49,3 %)
- Hispaniques et Latinos (24,3 %)
- Asiatiques (15,6 %)
- Noirs (6,5 %)
- Métis (3,0 %)
- Autres (1,3 %)